# We Love You
"We Love You" er en rocksang skrevet af Mick Jagger og Keith Richards, først udgivet som en Decca single i England af The Rolling Stones den 18. august 1967, med Dandelion som b-siden. Den gik ind på top ti i England, som nummer 8., men blev kun nummer 50. i USA. Denne single blev den sidste indspilning der blev krediteret til bandets manager og producer Andrew Loog Oldham.
Skrevet som efterfølger til anholdelse af Jagger og Keith anholdelse på Redlands, Sussex, på grund af stoffer det år, starter sangen med lyden af at komme ind i fængslet, og en celle dør der smækker. 
Denne sang blev bandets første fulde afstikker til psychedelic, selvom elementer af dette havde eksisteret siden bandets optagelser i 1966.  John Lennon og Paul McCartney var kor på denne sang. 
Singlen kom med på 2002 albummet Through the Past, Darkly (Big Hits Vol. 2) i en lettere forkortet udgave, udgivet af ABKCO, selv om dens b-side "Dandelion" kom på uden af blive forkortet. Den var desuden med på opsamlingsalbummerne More Hot Rocks, og Singles Collection: The London Years.